# Psammodrilidae
Psammodrilidae är en familj av ringmaskar. Psammodrilidae ingår i klassen havsborstmaskar, fylumet ringmaskar och riket djur. Enligt Catalogue of Life omfattar familjen Psammodrilidae 3 arter. 
Kladogram enligt Catalogue of Life och Dyntaxa:
| Psammodrilidae | \| \| Psammodriloides \| \| \| \| \| \| Psammodrilus \| \| \| \| |
|                | \| \| Psammodriloides \| \| \| \| \| \| Psammodrilus \| \| \| \| |
|                | Psammodriloides                                                  |
|                |                                                                  |
|                | Psammodrilus                                                     |
|                |                                                                  |